# Küsnət
Küsnət est un village du district de Qabala en Azerbaïdjan. Le village fait partie de la municipalité de Qəbələ.